# الأعيان الثابتة
العين الثابت
هي حقيقة في الحضرة العلمية ليست بموجودة في الخارج، بل معدومة ثابتة في علم الله لهذا يقال الأعيان ما شمت رائحة الوجود أصلا ليس لها الوجود الخارجي وليس لها الفناء وهي علم الله وفناؤها فناء علم الله وهي الأزلية الأبدية.

## أسماء الأعيان الثابتة عند أهل العلم
1. المعدوم المعلوم عند المتكلمين
2. ماهيات عند الفلاسفة
3. شئي الثابت عند المعتزلة
4. الأعيان الثابتة والصور العلمية عند الصوفية

### أسماء أخرى لهذه المرتبة وهي المرتبة الوحدية عند الصوفية
1. حضرة الالوهية
2. حضرة الجمع الربوية
3. مبعث الوجود
4. الوجود الفائض
5. ظاهر الوجود
6. ظل الوحدة
7. احدية الكثرة
8. الظل الممدود
9. عالم الأسماء
10. صور الأسماء الالهية
11. الأعيان الثابتة
12. أسماء الصفات
13. منشا الكثرات
14. التعيين الأولى
15. المبدا الثاني
16. النشاة الثانية
17. منزل القدس
18. الازل الدائم
19. قابلية الظهور
20. نفس الرحمن
21. أسماء المبدا
22. منتهى المعرفة
23. منتهى العارفين
24. منتهى العابدين
25. حق اليقين
26. عين اليقين

## الأعيان في الحديث
يقول الأكابر الصوفية مثل الغزالي وابن عربي

## تفصيل الأعيان الثابتة
عند معظم الصوفيين الأعيان هي صور العلمية لله الله الله ثابتة في علم الله معدومة في الخارج ومثاله كلغة ترميز للبرامج الحاسب الآلي. نحن كمستخدم ننظر الي الشاشة ونري واجهة ملونة بالتصاوير وجرافكس ولكن المبرمج يعرف كل الترميز خلف البرامج مثل صفحة ويب وترميز الخلفية لهذه الصفحة. فالأعيان الثابتة مثل ترميز وواجهة مثل الأعيان الخارجة للمستخدم. لكن الفرق هنا بأن الصوفيين يقولون بأن الأعيان ما شمت رائحة الوجود وهي معدومة اصلا.
الأعيان الثابتة هي المرتبة الثالثة في المراتب السبعة للوجود وتسمي المرتبة الوحدية عند الصوفية

## تحليل نظرية الأعيان الثابتة عند السلفية
يقول العالم السلفي الشهير ابن تيمية
| الأعيان الثابتة | فمن فهم هذا فهم جميع كلام ابن عربى نظمه ونثره وما يدعيه من أن الحق يغتذى بالخلق لأن وجود الأعيان مغتذ بالأعيان الثابتة في العدم ولهذا يقول بالجمع من حيث الوجود وبالفرق من حيث الماهية والاعيان ويزعم أن هذا هو سر القدر لان الماهيات لا تقبل الا ما هو ثابت لها في العدم في انفسها فهي التي احسنت واساءت وحمدت وذمت والحق لم يعطها شيئا الا ما كانت عليه في حال العدم فتدبر كلامه كيف انتظم شيئين انكار وجود الحق وانكار خلقه لمخلوقاته فهو منكر للرب الذي خلق فلا يقر برب ولا بخلق ومنكر لرب العالمين فلا رب ولا عالمون مربوبون إذ ليس الا اعيان ثابتة ووجود قائم بها فلا الاعيان مربوبة ولا الوجود مربوب ولا الأعيان مخلوقة ولا الوجود مخلوق وهذا يفرق بين المظاهر والظاهر والمجلى والمتجلى لأن المظاهر عنده هي الاعيان الثابتة في العدم وأما الظاهر فهو وجود ال | الأعيان الثابتة |